# Aquiles Serdán, Nuevo León
Aquiles Serdán är en ort i Mexiko.   Den ligger i kommunen Galeana och delstaten Nuevo León, i den centrala delen av landet, 600 km norr om huvudstaden Mexico City. Aquiles Serdán ligger 1 881 meter över havet och antalet invånare är 517.
Terrängen runt Aquiles Serdán är huvudsakligen platt, men västerut är den kuperad. Runt Aquiles Serdán är det mycket glesbefolkat, med 5 invånare per kvadratkilometer. Aquiles Serdán är det största samhället i trakten. Omgivningarna runt Aquiles Serdán är i huvudsak ett öppet busklandskap.